# Estació de Can Tries - Gornal
|  | Aquest article tracta de l'estació de la L9/L10, per a l'estació de FGC vegeu estació de Bellvitge/Gornal |

|  | El títol d'aquest article és incorrecte a causa de limitacions tècniques. El títol correcte de l'article és Estació de Can Tries \| Gornal. |

Can Tries | Gornal és una estació de les línies L9 i L10 del metro de Barcelona. És la darrera parada del tram comú de les 2 línies i on els serveis de la L9 se separen cap a l'Aeroport i els de la L10 cap a la Zona Franca.
Se situa a la població de l'Hospitalet de Llobregat i dona servei al barri de Gornal. L'unic accés és a la confluència entre els carrers Can Tries i Narcís Monturiol.
La previsió inicial era obrir l'estació l'any 2007, posteriorment es donava com a data l'any 2011, però donats els contratemps es va posar en funcionament el 12 de febrer de 2016.
| Metro de Barcelona              |                |       |          |                        |
| Procedència/Destinació          | <              | Línia | >        | Procedència/Destinació |
| Aeroport T1                     | Europa \| Fira |       | Torrassa | Zona Universitària     |
| Zal \| Riu Vell                 | Provençana     |       | Torrassa | Collblanc              |
| Projectat                       |                |       |          |                        |
| Aeroport T1                     | Europa \| Fira |       | Torrassa | Can Zam                |
| Pratenc                         | Provençana     |       | Torrassa | Gorg                   |
| Font recorregut: PDI 2009-2018. |                |       |          |                        |